# Челябинск
Челя̀бинск (на руски: Челя́бинск) е град в Русия, административен център на Челябинска област в Уралски федерален окръг. Населението му през 2021 г. е 1 187 960 души, което го нарежда на 7-о място в страната. Разстоянието до столицата Москва е около 1800 km.

## История
Градът е основан през 1781 г. на базата на селище, възникнало около създадената през 1736 г. крепост Челяба.
През май 1918 г. след сблъсък с местните болшевики градът е окупиран от Чехословашките легиони. Разраства се по време на Втората световна война, когато там са евакуирани много предприятия от европейската част на Съветския съюз. По онова време в града се произвеждат танковете Т-34 и ракетните установки Катюша, поради което той получава прозвището Танкоград.

### Авария в комплекса Маяк
През 1957 г. в комплекса Маяк (на 150 km северозападно от Челябинск) става ядрена авария, макар и с по-малки последствия от тази в Чернобил.

## География
Градът е разположен в източната част на планината Урал и е в близост до границата на Русия с Казахстан.
Наблизо се намират и градовете Магнитогорск и Курган.

### Климат
Градът е разположен в зона на умереноконтинентален климат, със студена зима и топло лято. Средната годишна температура е 3,2 °C.
| Климатични данни за Челябинск         | Климатични данни за Челябинск | Климатични данни за Челябинск | Климатични данни за Челябинск | Климатични данни за Челябинск | Климатични данни за Челябинск | Климатични данни за Челябинск | Климатични данни за Челябинск | Климатични данни за Челябинск | Климатични данни за Челябинск | Климатични данни за Челябинск | Климатични данни за Челябинск | Климатични данни за Челябинск | Климатични данни за Челябинск |
| Месеци                                | яну.                          | фев.                          | март                          | апр.                          | май                           | юни                           | юли                           | авг.                          | сеп.                          | окт.                          | ное.                          | дек.                          | Годишно                       |
| Абсолютни максимални температури (°C) | 4,9                           | 5,6                           | 19,9                          | 34,9                          | 39,9                          | 39,9                          | 39,9                          | 39,9                          | 34,9                          | 24,9                          | 14,9                          | 9,9                           | 39,9                          |
| Средни максимални температури (°C)    | −10,5                         | −7,9                          | 1,0                           | 10,6                          | 20,3                          | 24,0                          | 25,2                          | 23,6                          | 17,2                          | 9,3                           | −0,1                          | −7,2                          | 8,8                           |
| Средни температури (°C)               | −14,1                         | −12,5                         | −4,8                          | 4,7                           | 12,1                          | 18,3                          | 19,3                          | 17,1                          | 10,9                          | 4,1                           | −5,2                          | −11,1                         | 3,2                           |
| Средни минимални температури (°C)     | −19                           | −18,9                         | −9,3                          | −0,3                          | 7,9                           | 12,9                          | 14,5                          | 13,5                          | 7,6                           | 1,3                           | −5,9                          | −14,6                         | −0,9                          |
| Абсолютни минимални температури (°C)  | −49,9                         | −44,9                         | −44,9                         | −29,9                         | −19,9                         | −4,9                          | 0,1                           | 0,1                           | −9,9                          | −24,9                         | −39,9                         | −44,9                         | −49,9                         |
| Средни месечни валежи (mm)            | 17                            | 16                            | 19                            | 27                            | 47                            | 55                            | 87                            | 44                            | 41                            | 30                            | 26                            | 21                            | 430                           |
| ------------------------------------- | ----------------------------- | ----------------------------- | ----------------------------- | ----------------------------- | ----------------------------- | ----------------------------- | ----------------------------- | ----------------------------- | ----------------------------- | ----------------------------- | ----------------------------- | ----------------------------- | ----------------------------- |
| Източник: Погода и Климат             |                               |                               |                               |                               |                               |                               |                               |                               |                               |                               |                               |                               |                               |

## Население
Населението на града през 2012 г. е 1 143 458 души. Според преброяването през 2010 г. населението на града е 1 130 132 души, от тях 1 082 269 определят своята етническа принадлежност:
- 936 457 (86,5 %) – руснаци
- 54 400 (5 %) – татари
- 33 716 (3,1 %) – башкири
- 15 638 (1,4 %) – украинци
- 7096 (0,7 %) – германци
- 3999 (0,4 %) – беларуси
- 3666 (0,3 %) – арменци
- 3097 (0,3 %) – мордовци
- 24 200 (2,2 %) – други нородности

### Личности
- Борис Рижий (1974 – 2001), поет

## Икономика
Челябинск е силно индустриализиран град. Развити са металургията и военното машиностроене. Челябинският завод за цинк произвежда около 2% от световния и 60% от руския цинк. Хранително-вкусовата и текстилната промишлености са също силно развити. Произвеждат се и часовници („Молния“).

## Побратимени градове
- Петропавловск, Казахстан
- Костанай, Казахстан
- Колумбия, САЩ (1995)
- Нотингамшър, Обединено кралство (2000)
- Рамла, Израел (2000)
- Урумчи, Китай (2004)
- Харбин, Китай (2012)